# Pristenskij rajon
Il Pristenskij rajon (in russo Пристенский район?) è un rajon dell'Oblast' di Kursk, nella Russia europea; il capoluogo è Pristen'. Istituito nel 1965, ricopre una superficie di 1.010 chilometri quadrati e consta di una popolazione di circa 18.000 abitanti.